# Checkered Flag
Checkered Flag is een computerspel dat werd ontwikkeld en uitgegeven door Atari Corporation. Het spel kwam in 1991 uit voor de Atari Lynx. Drie jaar later kwam het ook uit voor het platform Atari Jaguar. Het spel is een 3D formule 1 spel.

## Gameplay
Zoals bij de meeste race-videogames, is het doel in Checkered Flag om een bepaald aantal rondes te voltooien. Elke ronde moet binnen de tijdslimiet worden voltooid. Als een speler een ronde maakt voordat de tijd om is, wordt de klok aanzienlijk verlengd.

## Platforms
| Jaar | Platform     |
| ---- | ------------ |
| 1991 | Atari Lynx   |
| 1994 | Atari Jaguar |

## Ontvangst
| Beoordeeld door                      | Jaar | Score |
| ------------------------------------ | ---- | ----- |
| Digital Press - Classic Video Games  | 2003 | 80%   |
| GamePro (US)                         | 1995 | 70%   |
| GameFan Magazine                     | 1994 | 66%   |
| Video Games & Computer Entertainment | 1995 | 60%   |
| ST-Computer                          | 1995 | 50%   |
| neXGam                               | 2007 | 45%   |
| GamesCollection                      | 2008 | 35%   |
| Just Games Retro                     | 2009 | 30%   |
| The Video Game Critic                | 2000 | 0%    |